# Kvarntjärnen (Kalls socken, Jämtland, 706903-135646)
Kvarntjärnen är en sjö i Åre kommun i Jämtland och ingår i Indalsälvens huvudavrinningsområde.